# Break Machine
Break Machine war ein US-amerikanisches Rap-/Hip-Hop-Ensemble der 1980er Jahre. Es bestand aus dem Musiker und Rapper Keith Rodgers, dem Frontmann der Gruppe, sowie den Produzenten Jacques Morali und Henri Belolo; dem Team hinter Village People.
Verkörpert wurde Break Machine durch die Breakdancer Lindsay Blake, Lindell Blake und Cortez Jordan. Sie werden unter einem frühen Foto im damaligen Fachmagazin Cashbox (Ausgabe vom 10. März 1984) als Break Machine benannt und sind auch auf den Plattenhüllen als "Break Machine" aufgeführt.
Lindell Blake lebt heute in Las Vegas, ist Tänzer, Sänger und Choreograf. Er war Tänzer in Videos von Michael Jackson und hat einen Stunt für Eddie Murphy gedoubelt. Darüber hinaus hat er auch auf Kreuzfahrtschiffen und fürs Fernsehen und Theater gearbeitet.

## Karriere
Rodgers war ein Musiker und Rapper und Moderator der Radio-Rapsendung WHBI 105.9 in New York City. Im Jahr 1981 nahm er eine Single mit dem Titel Searching Rap unter dem Pseudonym „Bon Rock“ auf. Dies brachte ihm Kontakt mit Morali und Belolo, den französischen Produzenten von der Gruppe Village People. Nach dem Aussterben des Disco-Genres suchten beide nach neuen Styles und Musikgenres. Im Jahr 1983 veröffentlichten sie zusammen mit Fred Zarr das Lied Street Dance als Single, welcher ein internationaler Hit wurde und eines der frühesten Hits aus dem Hip-Hop-Bereich.
Street Dance erreichte im März 1984 Platz 3 der britischen Charts und war auf Platz 39 der meistverkauften Singles des Jahres 1984 im Vereinigten Königreich. In Frankreich, Schweden und Norwegen wurde das Lied ein Nummer-eins-Hit. In Deutschland belegte das Lied Platz 79 der meistverkauften Singles des Jahres 1984. In Italien erreichte das Lied Platz 11. Am erfolgreichsten war Street Dance in Norwegen, wo es fünf Wochen lang Platz 1 der Hitparade belegte. In Frankreich verkaufte sich das Lied im Jahr 1984 über eine Million Mal und erreichte Platz 1.
Die nachfolgenden Singles Break Dance Party und Are You Ready? erreichten in den britischen Charts Platz 9 und 27. Ihr Debütalbum Break Machine erreichte Platz 17 der britischen Albumcharts. Ende der 1980er Jahre löste sich das Ensemble auf. Heute ist Keith Rodgers ein Musiker unter den Pseudonym SugaBear.

## Diskografie

### Studioalben
| Jahr | Titel         | Höchstplatzierung, Gesamtwochen, AuszeichnungChartplatzierungen (Jahr, Titel, Platzierungen, Wochen, Auszeichnungen, Anmerkungen) | Höchstplatzierung, Gesamtwochen, AuszeichnungChartplatzierungen (Jahr, Titel, Platzierungen, Wochen, Auszeichnungen, Anmerkungen) | Höchstplatzierung, Gesamtwochen, AuszeichnungChartplatzierungen (Jahr, Titel, Platzierungen, Wochen, Auszeichnungen, Anmerkungen) | Höchstplatzierung, Gesamtwochen, AuszeichnungChartplatzierungen (Jahr, Titel, Platzierungen, Wochen, Auszeichnungen, Anmerkungen) | Anmerkungen                    |
| Jahr | Titel         | DE | AT | CH | UK | Anmerkungen                    |
| ---- | ------------- | --- | --- | --- | --- | ------------------------------ |
| 1984 | Break Machine | — | — | — | UK17 (16 Wo.)UK | Erstveröffentlichung: Mai 1984 |

### Singles
| Jahr | Titel Album                    | Höchstplatzierung, Gesamtwochen, AuszeichnungChartplatzierungen (Jahr, Titel, Album, Platzierungen, Wochen, Auszeichnungen, Anmerkungen) | Höchstplatzierung, Gesamtwochen, AuszeichnungChartplatzierungen (Jahr, Titel, Album, Platzierungen, Wochen, Auszeichnungen, Anmerkungen) | Höchstplatzierung, Gesamtwochen, AuszeichnungChartplatzierungen (Jahr, Titel, Album, Platzierungen, Wochen, Auszeichnungen, Anmerkungen) | Höchstplatzierung, Gesamtwochen, AuszeichnungChartplatzierungen (Jahr, Titel, Album, Platzierungen, Wochen, Auszeichnungen, Anmerkungen) | Anmerkungen                       |
| Jahr | Titel Album                    | DE | AT | CH | UK | Anmerkungen                       |
| ---- | ------------------------------ | --- | --- | --- | --- | --------------------------------- |
| 1984 | Street Dance Break Machine     | DE12 (16 Wo.)DE | AT17 (4 Wo.)AT | CH7 (12 Wo.)CH | UK3 (16 Wo.)UK | Erstveröffentlichung: Januar 1984 |
| 1984 | Breakdance Party Break Machine | — | — | — | UK9 (10 Wo.)UK | Erstveröffentlichung: Mai 1984    |
| 1984 | Are You Ready? Break Machine   | — | — | — | UK27 (8 Wo.)UK | Erstveröffentlichung: August 1984 |

## Auszeichnungen für Musikverkäufe
| Goldene Schallplatte - Frankreich - 1984: für die Single Street Dance |

| Land/RegionAuszeichnungen für Musikverkäufe (Land/Region, Auszeichnungen, Verkäufe, Quellen) | Gold  | Platin | Verkäufe | Quellen     |
| -------------------------------------------------------------------------------------------- | ----- | ------ | -------- | ----------- |
| Frankreich (SNEP)                                                                            | Gold1 | —      | 500.000  | infodisc.fr |
| Insgesamt                                                                                    | Gold1 | —      |          |             |